# Caso Rodrigo Gularte
Caso Rodrigo Gularte refere-se à execução do brasileiro Rodrigo Muxfeldt Gularte (Foz do Iguaçu, 13 de julho de 1972 — Cilacap, 29 de abril de 2015) condenado à pena de morte por tráfico de drogas na Indonésia em 2004, depois de ter sido preso ao tentar entrar no país com cocaína dentro de oito pranchas de surfe.

## Prisão
Rodrigo Gularte morava em Florianópolis desde 1999, quando foi preso em agosto de 2004 com 6 kg de cocaína escondidos em pranchas de surfe. A prisão, juntamente com outros dois homens que viviam na capital, aconteceu no aeroporto de Jacarta, na Indonésia. O trio foi pego com oito tábuas recheadas com cocaína, mas Rodrigo assumiu inteira responsabilidade pelo transporte de narcóticos.

## Condenação
Ele foi condenado à morte em 7 de Fevereiro de 2005 pelo governo indonésio. Após isso, Gularte tentou cometer suicídio na prisão em 2006. Sua saúde mental foi piorando e um diagnóstico de esquizofrenia paranoide. Houve uma recomendação que ele devesse ser transferido para um hospital psiquiátrico. No entanto as autoridades indonésias não permitiram sua transferência alegando que os especialistas foram contratados pela defesa. A família Gularte tentou, sem sucesso, obter clemência para ele dizendo os médicos lhe diagnosticaram como esquizofrênico paranoico, o que normalmente permitiria que ele fosse transferido para uma clínica psiquiátrica. O governo brasileiro pediu-lhe para ser poupado da pena de morte por razões humanitárias. Durante um breve período, Rodrigo dividiu cela na prisão com outro brasileiro condenado à morte, Marco Archer.

## Fuzilamento e repercussão
O brasileiro foi fuzilado na madrugada 29 de abril na Indonésia (14h de 28 de abril no Brasil) após 11 anos de prisão. O brasileiro de 42 anos de idade foi executado na penitenciária de Cilacap, na Ilha de Java, a 400 km de Jacarta, capital da Indonésia. Sua execução aconteceu após serem negados vários pedidos de clemência do governo brasileiro.

### Reações
De acordo com o governo brasileiro, a morte de Gularte foi um "fato grave" nas relações entre Brasil e Indonésia. A nota diz que o Brasil vai trabalhar em organismos internacionais de direitos humanos para a abolição da pena de morte. Uma declaração do governo contra pena de morte aplicada pela Indonésia foi lido pelo Secretário-Geral das Relações Exteriores, Sérgio Danese, durante uma entrevista dada pelo Itamaraty.
O Secretário-geral das Nações Unidas, Ban Ki-moon, expressou "profundo pesar" pela execução de oito condenados por tráfico de drogas na Indonésia, incluindo Rodrigo Gularte apesar dos inúmeros apelos no país e internacionalmente.